# Cayetano Rosell

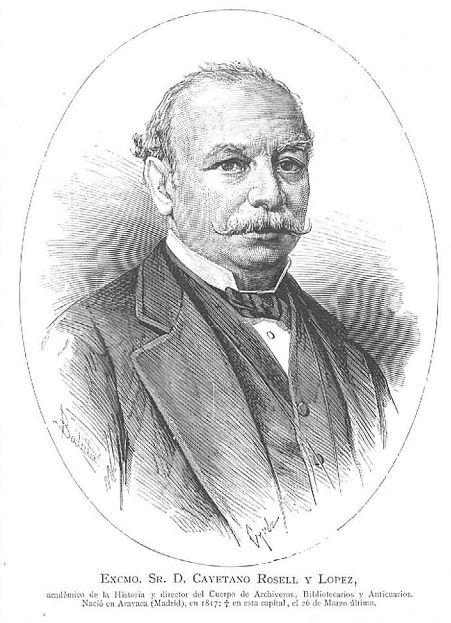
Cayetano Rosell.

Cayetano Rosell y López, född 1817 i Aravaca, död den 26 mars 1883 i Madrid, var en spansk dramatiker.
Rosell var generaldirektör för allmänna undervisningen och skrev ett stort antal dramatiska verk och historiska arbeten (Historia de España, Historia de la ville y corte de Madrid, Crónica general de España med flera). Rosell översatte Dantes Divina commedia, Milton, Tasso med flera. Adolf Hillman skriver i Nordisk familjebok: "Stilen i alla R:s arbeten är klar och elegant". 